# Technique de la division dans l'Égypte antique
La technique de division en Égypte antique reposait sur le même principe que la multiplication, en ce sens où des tables constituées de puissances de deux successives, de fractions fondamentales et de dizaines étaient utilisées pour résoudre le problème. 

## Méthode
La division chez les anciens Égyptiens était traitée comme l'inverse d'une multiplication. 
Soit l'opération de division a÷ b. L'égyptien se demandait par quoi multiplier le diviseur b pour trouver le dividende a.

### Division dont le résultat est un nombre entier
Prenons comme exemple l'opération à effectuer 264÷ 3. Par quoi doit-on multiplier 3 pour trouver 264 ?
Pour cela l'une des méthodes à employer est d'établir, comme pour la multiplication, la table des puissances de deux. La première colonne de cette table consiste donc à regrouper les puissances de deux tandis que la deuxième colonne regroupe les valeurs de 3, multipliées successivement par 2, 2 2, 2 3, 2 4, etc jusqu'à atteindre la plus grande valeur possible inférieure au dividende qu'est 264. Cette première étape se présente comme suit:
- 1 : 3 (3x2⁰)
- 2 : 6 (3x2¹)
- 4 : 12 (3x2²)
- 8 : 24 (3x2³)
- 16 : 48 (3x2⁴)
- 32 : 96 (3x2⁵)
- 64 : 192 (3x2⁶)

La deuxième étape consiste à  recomposer le dividende 264 en additionnant les nombres de la deuxième colonne, soit 192+48+24=264. Le résultat de la division est donc 64+16+8=88. 264÷3=88.
En résumé, l'égyptien notait :
|   | 1  | 3   |
|   | 2  | 6   |
|   | 4  | 12  |
| ✔ | 8  | 24  |
| ✔ | 16 | 48  |
|   | 32 | 96  |
| ✔ | 64 | 192 |
|   |    |     |
|   | 88 | 264 |

Le résultat est 88.

### Division dont le résultat est un nombre fractionnaire
L'exemple traité ci-dessus est simple et conduit à un résultat entier. Or, il se peut que le résultat de l'opération soit un nombre fractionnaire :
Exemple : 212÷6
| ✔ | 1      | 6   |
| ✔ | 2      | 12  |
|   | 4      | 24  |
|   | 8      | 48  |
|   | 16     | 96  |
| ✔ | 32     | 192 |
| ✔ | 1/3    | 2   |
|   |        |     |
|   | 35+1/3 | 212 |

La table des puissances de deux ne permet de recomposer comme valeur la plus proche du dividende que 210. Il reste donc 2, représentant 1/3 de 6. Par conséquent le résultat de la division est 35+1/3.
Cet autre exemple, bien plus complexe que ceux présentés jusqu'alors, décrit la division de 1660 par 33 :
|    | 1                | 33      |
| 1✔ | 2                | 66      |
|    | 4                | 132     |
|    | 8                | 264     |
| 2✔ | 16               | 528     |
| 3✔ | 32               | 1056    |
| 4✔ | 1/4              | 8 1/4   |
| 5✔ | 1/33             | 1       |
| 6✔ | 1/44             | 1/2 1/4 |
|    |                  |         |
|    | 50+1/4+1/33+1/44 | 1660    |

Explication
L'addition des termes associés aux puissances de deux aboutit à 66 + 528 + 1056, soit 1650. À ce stade, il est impossible de continuer l'association aux puissances de deux sans pouvoir dépasser la valeur de 1660. Par conséquent, il convient de chercher des fractions de 33 plus petites que dix, dix étant le reste à combler. Au niveau 4 de notre opération, l'addition de 1/4 * 33 permet d'atteindre la valeur 1658+1/4 (car 33/4 = 32/4 + 1/4 = 8 + 1/4). Il manque encore 1+3/4 (soit 1+1/2+1/4). 1/33 de 33 incrémente notre grand nombre de 1. Nous atteignons 1659+1/4. Il ne manque plus que 3/4 (soit 1/2+1/4). 1/44 de 33 nous apporte les 3/4 manquant. 1660 étant atteint, le résultat de notre division est : 50+1/4+1/33+1/44, notée 50 1/4 1/33 1/44. Cette méthode de calcul dont le résultat est fractionnaire nous donne donc un résultat rigoureusement exact.

### Division dont l'un au moins des opérateurs est fractionnaire
Cette technique permettait également d'opérer avec des nombres fractionnaires.
Exemple : 121 ÷ 5 1/2 (soit 121÷5,5)
|   | 1  | 5 1/2 |
| ✔ | 2  | 11    |
| ✔ | 4  | 22    |
|   | 8  | 44    |
| ✔ | 16 | 88    |
|   |    |       |
|   | 22 | 121   |

Soit 121 ÷ 5 1/2 = 22